# Queen's College (Georgetown)

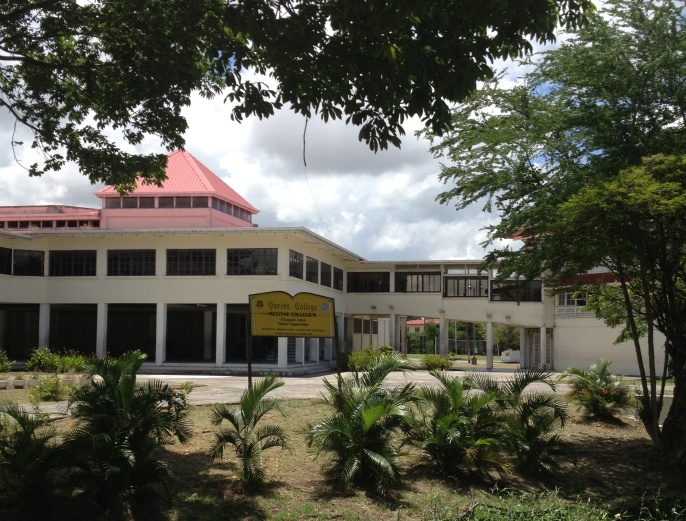
Queen’s College, Georgetown.

Queen’s College est un établissement d'enseignement secondaire situé à Georgetown au Guyana.

## Historique
L'école est créée en 1844 par l'évêque William Piercy Austin sous le nom de Queen's College Grammar School for boys ; la première classe y est tenue en août de cette année-là.
L’éducation y devient mixte en 1975.

## Association des anciens élèves
En juillet 2021, Pauline Chase devient la première femme présidente de l’association.